# Moravské vodopády
Moravské vodopády je oblast nacházející se v okrese Wilkes v Severní Karolíně. Oblast je pojmenována podle zdejšího vodopádu na úpatí Křovinatých hor.

## Moravský vodopád a Moravané
Moravský vodopád se nachází na „Moravském potoce“ a přes široké skalní podloží vtéká do podzemního jezírka. Pozemek je v soukromém vlastnictví, ale příslušná povolení lze získat v místním kempu „Moravia Falls Campground“. U vodopádu je replika vodního mlýna.
Oblast byla původně osídlena rodinou Owenů. V roce 1754 zde zakoupila Moravská církev přibližně 9000 akrů půdy – ta nyní leží pod nedalekou přehradou. Neexistuje však žádný záznam o tom, že by se Moravané někdy v průběhu 18. století pokusili v této oblasti založit osadu. Vodopád, jenž nese neoficiálně název Moravský, je místní turistickou atrakcí.

## Galerie

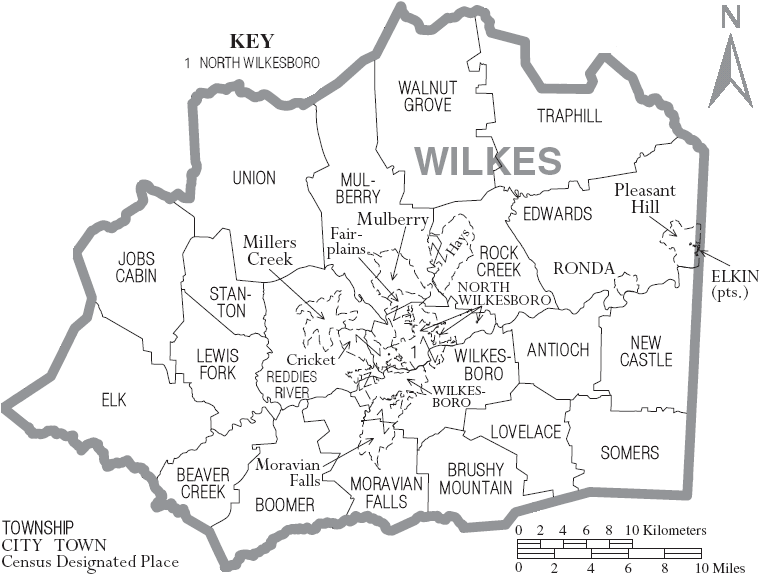
Mapa okresu Wilkes
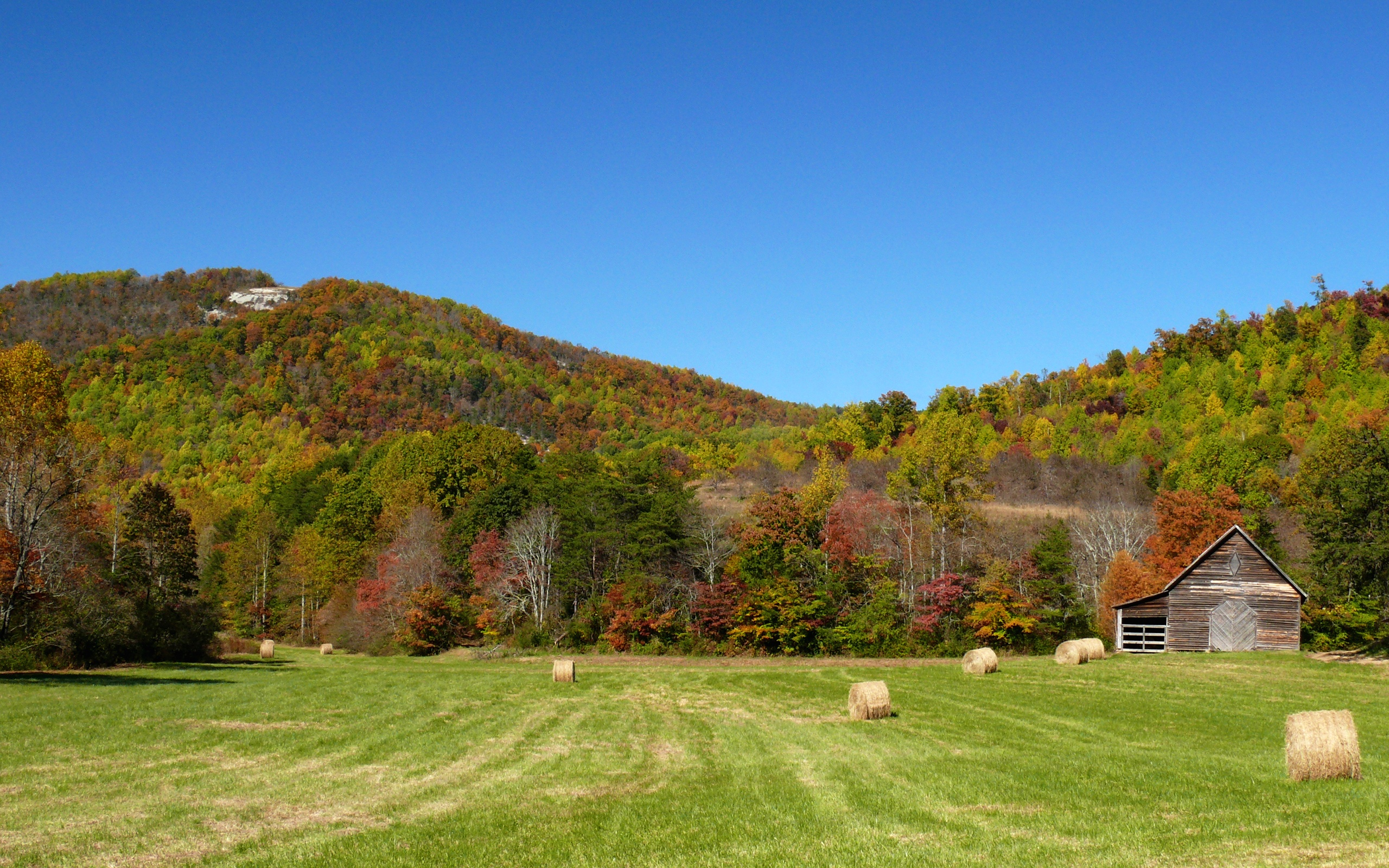
Křovinaté hory (Brushy Mountains)
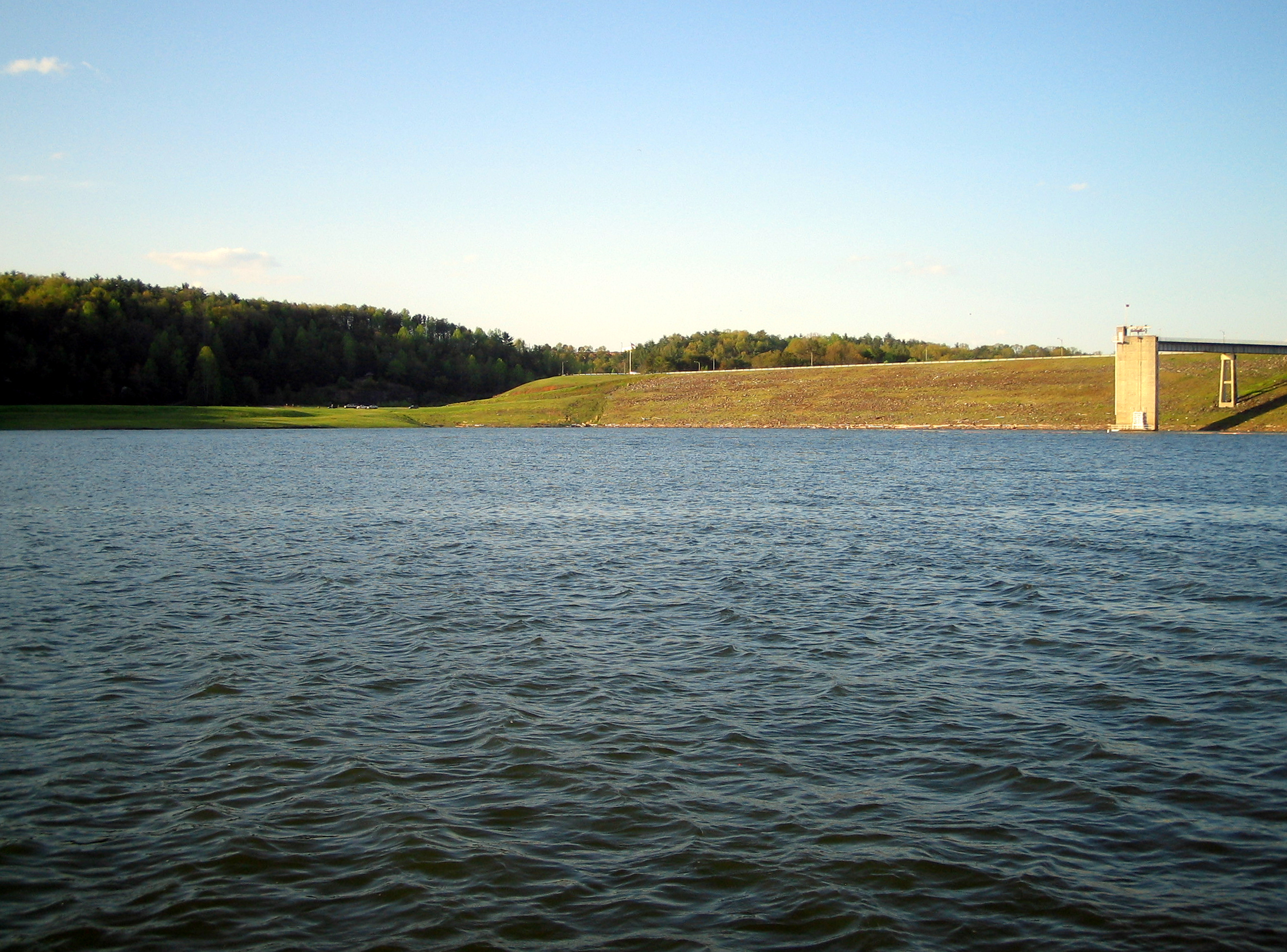
Přehrada (W. Kerr Scott Dam and Reservoir)